# Liste der Gewässer in Pommern
Die Liste der Gewässer in Pommern führt die Gewässer auf, die sich in dem Gebiet Pommerns befinden. 

## Küstengewässer der Ostsee

### Buchten
Die Ostsee bildet an der pommerschen Küste mehrere Buchten, einschließlich der Bodden (Lagunen) und Wieke:
von West nach Ost am pommerschen Festland:
- Darß-Zingster Boddenkette
  - Saaler Bodden
  - Koppelstrom
  - Bodstedter Bodden
  - Zingster Strom
  - Barther Bodden
  - Grabow (Bodden)
- Prohner Wiek

an der Insel Rügen:
- Westrügener Bodden
  - Kubitzer Bodden
  - Schaproder Bodden
    - Udarser Wiek

  - Vitter Bodden
- Nordrügener Bodden (Rügensche Innenboddenkette)
  - Rassower Strom
  - Wieker Bodden
  - Großer Jasmunder Bodden
  - Kleiner Jasmunder Bodden
- Tromper Wiek
- Prorer Wiek
- Rügischer Bodden
  - Schoritzer Wiek
  - Having
    - Neuensiener See

  - Hagensche Wiek
  - Zicker See

weiter am pommerschen Festland:
- Greifswalder Bodden
  - Dänische Wiek
- Pommersche Bucht

### Meerengen
Die Ostsee bildet an der pommerschen Küste nur wenige Meerengen: 
- Prerower Strom (nördlicher Teil 1874 zugeschüttet)
- Strelasund

## Stettiner Haff
Das Stettiner Haff liegt an der Mündung der Oder und weiterer Flüsse in die Ostsee. Dieser größte Bodden der Ostsee weist als Gewässer auf:  

### Abflüsse in die Ostsee
- Peenestrom, mit den Buchten
  - Spandowerhagener Wiek
  - Achterwasser
    - Balmer See
- Swine, mit dem 
  - Kanał Piastowski (Kaiserfahrt)
- Dziwna (Dievenow)

### Buchten
- Usedomer See
- Neuwarper See
- Wicko Wielkie (Großer Vietziger See)
  - Wicko Małe (Kleiner Vietziger See)
- Zalew Kamieński (Camminer Bodden)

## Flüsse
Die Flüsse sind nach Flusssystemen, also mit ihren jeweiligen Nebenflüssen, von West nach Ost aufgeführt. Sämtliche Flusssysteme entwässern letztlich in die Ostsee: 
- Recknitz
- Barthe
- Ryck
- Ziese
- Peene
  - Trebel
    - Blinde Trebel

  - Tollense
    - Augraben
    - Großer Landgraben
      - Landgraben (Mecklenburg-Vorpommern)

    - Kleiner Landgraben
    - Linde (Tollense)
    - Datze
- Zarow
  - Landgraben (Mecklenburg-Vorpommern)
- Uecker
  - Randow
- Mützelburger Beeke
- Oder
  - Gunica (Aalbach)
  - Ina (Ihna)
  - Płonia (Plöne)
  - Warthe (außerhalb Pommerns)
    - Netze
      - Drawa (Drage)
- Rega
  - Mołstowa (Molstow)
- Persante
  - Mogilica (Muglitz)
  - Liśnica (Leitznitz)
  - Radew (Radüe)
- Wieprza (Wipper)
  - Grabowa (Grabow)
- Stolpe
- Lupow
  - Charstnica (Karstnitz-Bach)
  - Bukowina (Buckowin)
- Leba

## Binnenseen
| Deutscher Name            | Polnischer Name (wenn auf polnischem Staatsgebiet) | Fläche    | Maximale Tiefe | Anmerkung                                                                       |
| ------------------------- | -------------------------------------------------- | --------- | -------------- | ------------------------------------------------------------------------------- |
| Borgwallsee               |                                                    | 03,89 km² | 04,8 m         |                                                                                 |
| Buckower See              | Jezioro Bukowo                                     | 11,47 km² | 02,5 m         | Strandsee                                                                       |
| Casinosee                 |                                                    | 00,05 km² | 02,8 m         | beim Bau des Flugplatzes Tutow in den 1930er Jahren angelegt                    |
| Coperowsee                | Jezioro Koprowo                                    | 04,50 km² | 03,1 m         | Strandsee                                                                       |
| Dammscher See             | Jezioro Dąbie                                      | 56,00 km² | 08,0 m         | Aufweitung der Oder östlich von Stettin                                         |
| Dratzigsee                | Jezioro Drawsko                                    | 19,56 km² | 83,0 m         | größter See der Pommerschen Seenplatte                                          |
| Eiersberger See           | Jezioro Liwia Łuża                                 | 02,11 km² | 01,7 m         | Strandsee                                                                       |
| Garder See                | Jezioro Gardno                                     | 25,00 km² | 02,8 m         | Strandsee                                                                       |
| Gothensee                 |                                                    | 05,56 km² | 02,2 m         | war von 1860 bis 1890 trockengelegt                                             |
| Großer Mützelburger See   | Jezioro Myśliborskie Wielkie                       | 01,14 km² | 02,8 m         | wird durch die deutsch-polnische Staatsgrenze geteilt                           |
| Großer See (Murchin)      |                                                    | 00,64 km² | 15,2 m         | Wasserstand sinkt in den letzten Jahren                                         |
| Großer See (Rossow)       |                                                    | 00,10 km² | 03,0 m         |                                                                                 |
| Haussee (Rothenklempenow) |                                                    | 00,34 km² |                |                                                                                 |
| Herthasee (Rügen)         |                                                    |           | 11,0 m         | vermeintlich Ort der Verehrung der Gottheit Nerthus (Hertha)                    |
| Jamunder See              | Jezioro Jamno                                      | 22,40 km² | 03,9 m         | Strandsee                                                                       |
| Jordansee                 | Gardno                                             | 00,28 km² | 06,5 m         |                                                                                 |
| Kachliner See             |                                                    | 01,00 km² |                |                                                                                 |
| Kirchhagener See          | Konarzewo                                          |           | 02,5 m         | Strandsee                                                                       |
| Kleiner Neuendorfer See   | Zatorek                                            | 00,07 km² | 02,0 m         |                                                                                 |
| Kleiner See (Koblentz)    |                                                    | 00,31 km² | 03,0 m         |                                                                                 |
| Kölpinsee (Usedom)        |                                                    |           |                |                                                                                 |
| Kummerower See            |                                                    | 32,55 km² | 23,3 m         | auf der Grenze zwischen Mecklenburg und Pommern                                 |
| Ludwigshofer See          |                                                    |           |                | entstand Anfang des 20. Jahrhunderts auf dem trockengelegten Ahlbecker Seegrund |
| Lebasee                   | Jezioro Łebsko                                     | 75,00 km² | 05,8 m         | Strandsee                                                                       |
| Lebehnscher See           |                                                    | 00,56 km² | 06,8 m         |                                                                                 |
| Löcknitzer See            |                                                    | 00,44 km² |                |                                                                                 |
| Madüsee                   | Jezioro Miedwie                                    | 35,00 km² | 43,8 m         | Heimat der Madüsee-Maräne                                                       |
| Neuendorfer See           | Jezioro Świdwie                                    | 08,90 km² |                |                                                                                 |
| Nonnensee                 |                                                    | 00,70 km² |                | im Stadtgebiet von Bergen auf Rügen, war zeitweise trockengelegt                |
| Putzarer See              |                                                    | 01,68 km² | 02,1 m         |                                                                                 |
| Schlosssee (Blankensee)   | Jezioro Stolsko                                    | 00,65 km² |                | wird durch die deutsch-polnische Staatsgrenze geteilt                           |
| Schmollensee              |                                                    | 05,03 km² | 05,7 m         | durch die Nähe zur Ostsee immer wieder Eintrag von Salzwasser                   |
| Vietzker See              | Jezioro Wicko                                      | 10,60 km² | 06,0 m         |                                                                                 |
| Vitter See                | Jezioro Kopań                                      | 07,90 km² | 03,9 m         | Strandsee                                                                       |
| Völzkowsee                | Jezioro Wilczkowo                                  |           | 27,0 m         |                                                                                 |
| Wolgastsee                |                                                    | 00,47 km² | 07,5 m         |                                                                                 |
| Wothschwiensee            | Woświn                                             |           |                |                                                                                 |